# Krajní body Ruska

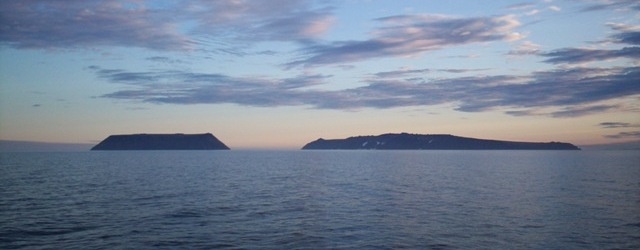
Ostrov Ratmanova (vpravo) s nejvýchodnějším bodem Ruska

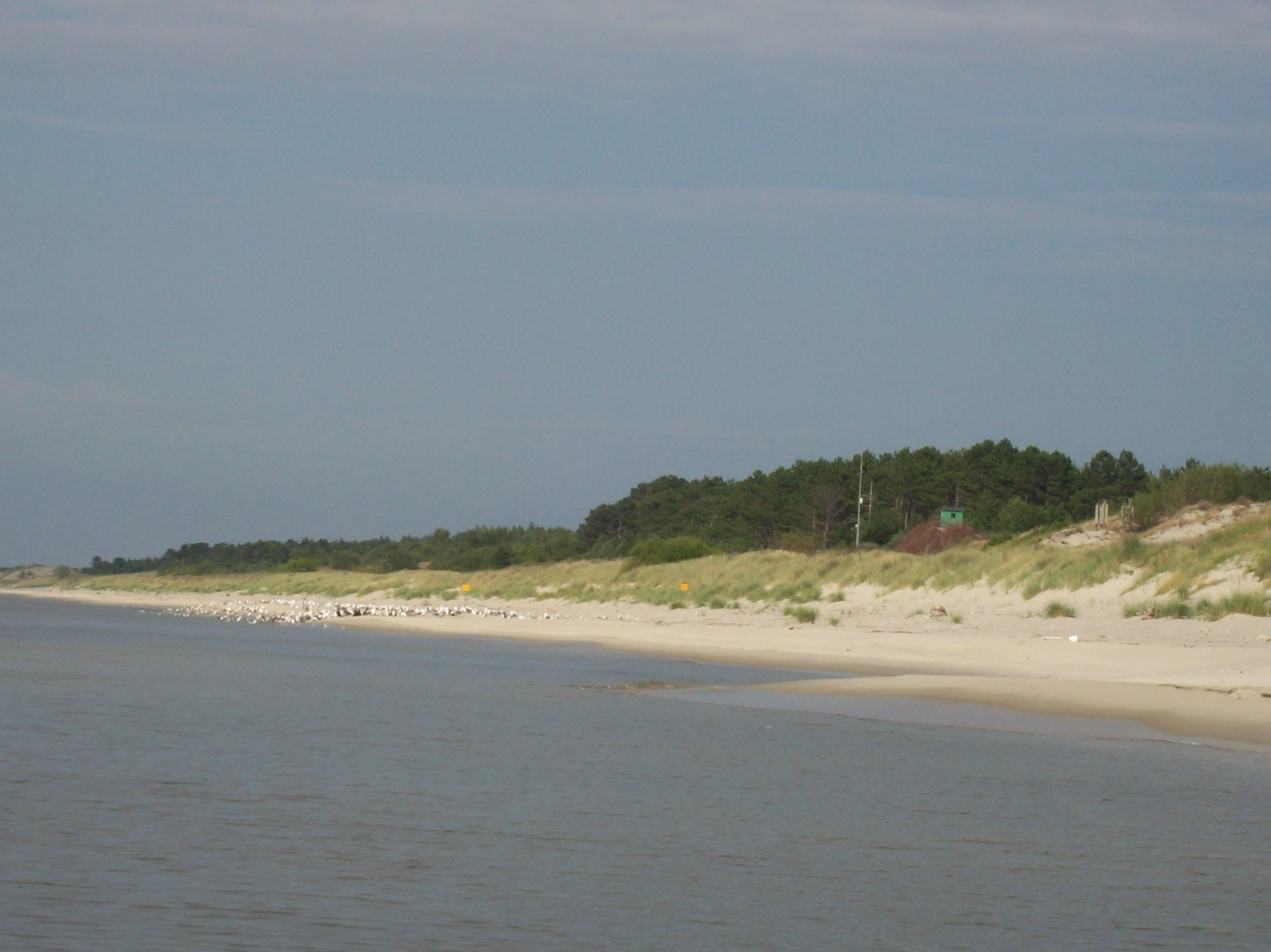
Nejzápadnější bod Ruska na Viselské kose

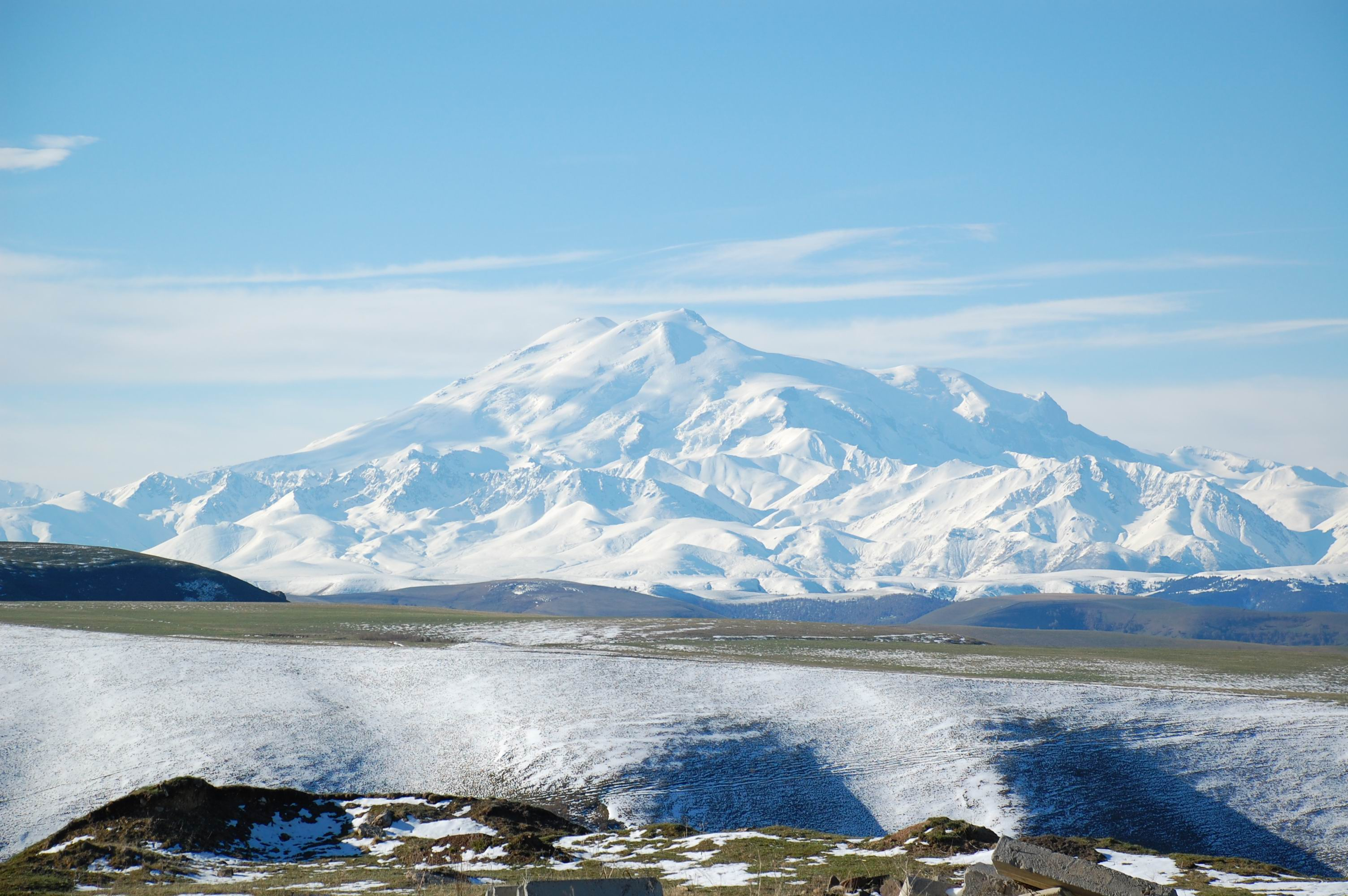
Elbrus, nejvyšší hora Ruska

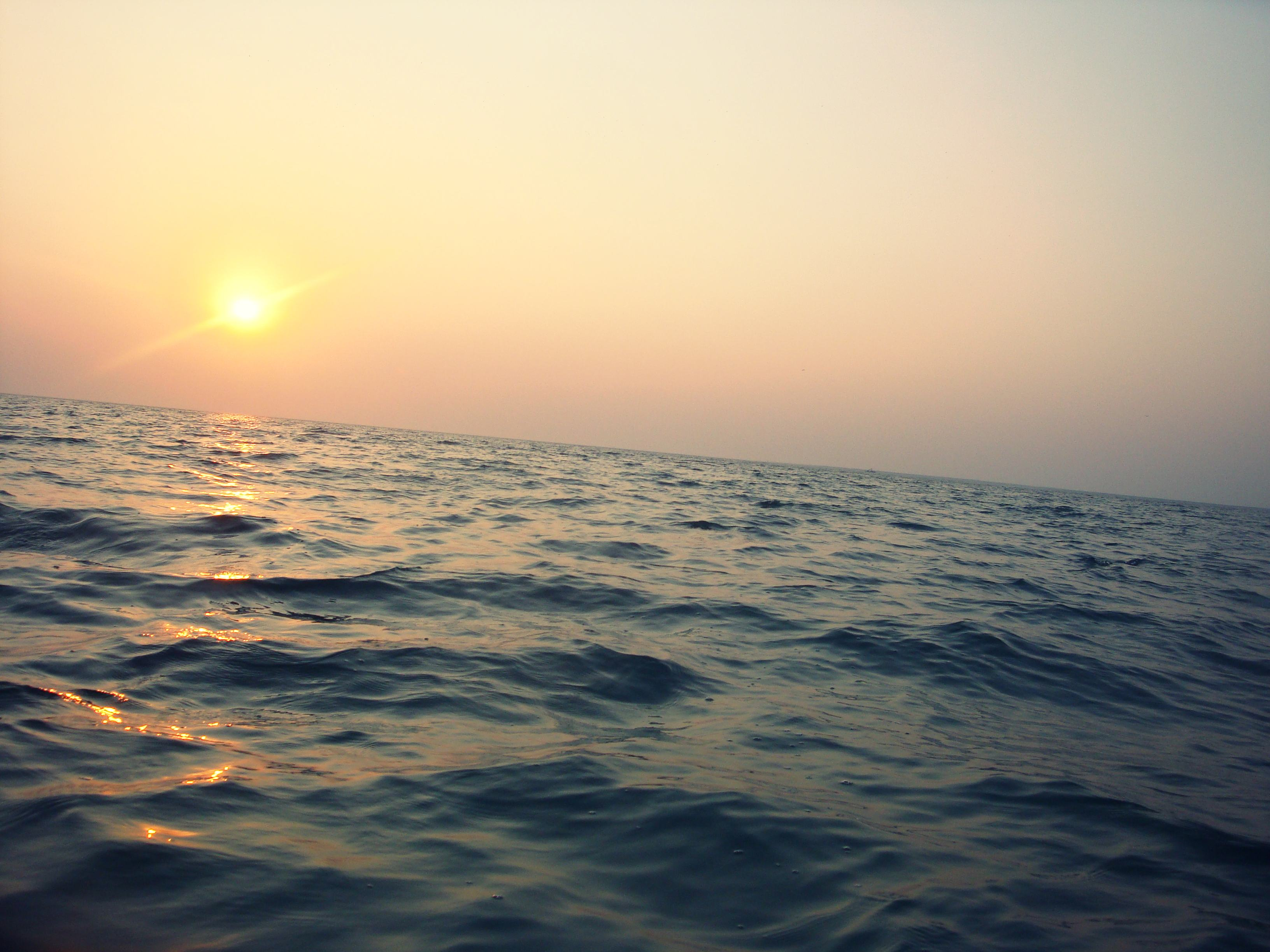
Hladina Kaspického moře, nejnižší bod Ruska

Krajní body Ruska jsou nezápadnější, nejvýchodnější, nejsevernější, nejjižnější, nejvyšší a nejnižší bod Ruska.

## Zeměpisná délka a šířka
- Nejzápadnější bod se nachází v Narmeľnu na Viselské kose v Kaliningradské oblasti (54°27′45″ s. š., 19°38′19″ v. d.).
- Nejvýchodnější bod se nachází na ostrově Ratmanova v Čukotském autonomním okruhu (65°47′ s. š., 169°1′ z. d.
- Nejsevernější bod se nachází na mysu Fligely na zemi Františka Josefa v Archangelské oblasti (81°50′35″ s. š., 59°14′22″ v. d.).
- Nejjižnějším bodem je na mapách nepojmenovaná hora v Dagestánu, nacházející se 2,2 km východně od hory Ragdan (hora Ragdan: 41°13′14″ s. š., 47°51′28″ v. d.). *Podle Google Earth a zdroje leží nejjižnější bod ve skutečnosti ve vzdálenosti cca 7,5 km azimutem 239° od zmiňované hory Ragdan (zem.šířka je 41°11´).

## Pevninské krajní body
Nejsevernější a nejvýchodnější pevninský bod Ruska se liší od nejsevernějšího a nejvýchodnějšího bodu Ruska.
- Nejsevernější pevninský bod se nachází na Čeljuskinově mysu v Krasnojarském kraji (77°44′ s. š., 104°15′ v. d.).
- Nejvýchodnější pevninský bod se nachází na Děžňovově mysu v Čukotském autonomním okruhu (66°5′ s. š., 169°40′ z. d.).

## Nejvyšší a nejnižší bod
- Nejvyšším bodem je hora Elbrus (5 642 m).
- Nejnižším bodem je hladina Kaspického moře (−28 m).

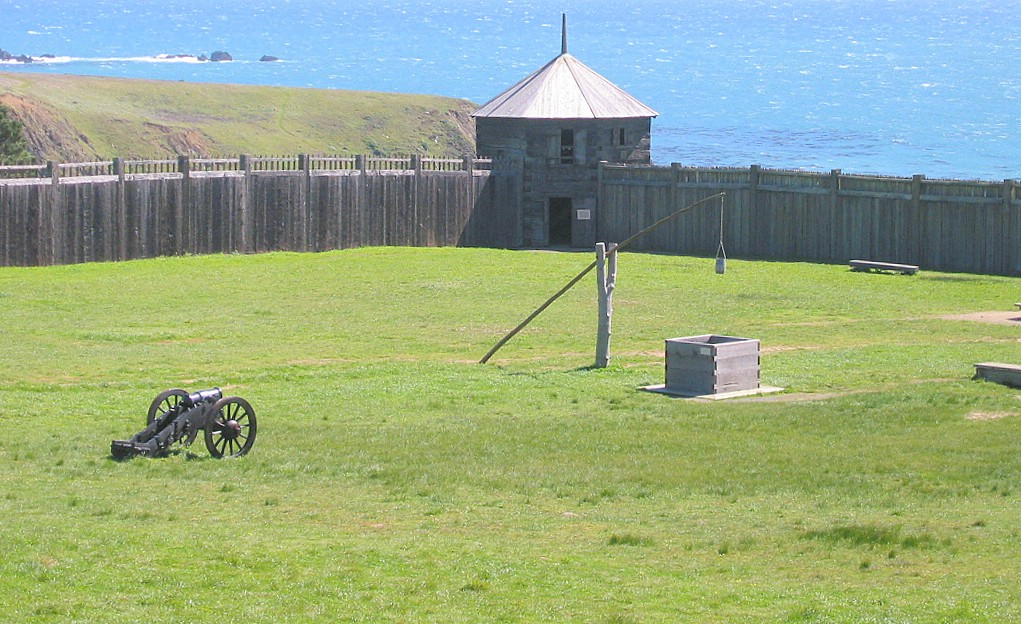
Vnitřek bývalé ruské pevnosti Fort Ross v Kalifornii

## Historie
Nejsevernější a nejvýchodnější bod Ruska jsou totožné s nejsevernějším a nejvýchodnějším bodem Eurasie, bývalého Sovětského svazu a bývalé Ruské říše, a to jak na pevnině, tak na ostrovech. Nejzápadnější bod Ruska je totožný s nejzápadnějším bodem bývalého Sovětského svazu.
Nejjižnější bod Sovětského svazu i Ruské říše se nacházel u města Kuška (dnes nejjižnější bod Turkmenistánu). Do roku 1841 se nejvýchodnější bod Ruské říše nacházel ve Fort Ross (Kalifornie) a do roku 1867 na hranici Aljašky a dnešní Kanady.
Nejvyšším bodem Sovětského svazu a Ruské říše byl štít Ismoili Somoního (dnes nejvyšší hora Tádžikistánu).
Nejzápadnější bod Ruské říše se nacházel u města Pyzdry (dnes v Polsku).